# شوارتساخ بای نابورگ
شوارتساخ بای نابورگ (به آلمانی: Schwarzach bei Nabburg) یک شهر در آلمان است که در بایرن واقع شده‌است.

## خصوصیات
شوارتساخ بای نابورگ ۲۷٫۳۷ کیلومترمربع مساحت دارد ۳۸۶ متر بالاتر از سطح دریا واقع شده‌است.